# Reckoning (Star Wars)

Reckoning es la décima y última novela de la serie The Last of the Jedi, basada en el universo de Star Wars, escrita por Jude Watson. Fue publicada por Scholastic Press en inglés el 1 de junio de 2008. En español su publicación no está prevista y el título se traduciría como "Recuento".

## Argumento
Ferus Olin ha descubierto que Darth Vader es en realidad Anakin Skywalker y se lo comunica a Obi-Wan Kenobi, enfadándose terriblemente cuando descubre que este ya lo sabía y no se lo había dicho. Obi-Wan le pide que deje ya el papel de doble agente para que el 
Imperio y el Lado Oscuro no le corrompan, pero Ferus se niega y termina confesando que quiere acabar con el Emperador y con Darth Vader, tras lo cual vuelve a Coruscant para reunirse con los restos de los rebeldes. 
Ferus continuamente sigue oyendo las voces en su mente, cada vez le hablan de manera más clara y el holocrón le pide que abandone a todos y se vaya a aprender los caminos del Sith. 
Mientras intentan organizar “Moonstrike”, a las bajas en el anterior libro de Bail Organa, se unen ahora las de Keets, Dex y Curran quienes prefieren reorganizarse. El resto de “Moonstrike” decide realizar una reunión de líderes rebeldes planetarios, y el mejor sitio para hacerlo es el asteroide en el que se oculta la base de Ferus. Flame consigue tres naves en una convención de naves de lujo, cada una de las naves iría pilotada por un Jedi, Solace, Ry-Gaul y Ferus.
Mientras tanto en Coruscant, Darth Vader descubre que a Jenna Zan Arbor le han borrado la memoria con la droga, y creyendo que es obra de Ferus, decide matarlo sin importar lo que piense el Emperador.
Clive y Astri siguen atrapados en Revery, finalmente Astri descubre una roca en el suelo con un sensor en miniatura que Clive consigue crackear para escapar de allí, antes de irse llega Darth Vader y al no encontrar a Eve Yarrow se enfurece y se va. En ese momento Clive se acuerda de una convención donde estuvo y reconoce que Flame es Eve Yarrow por lo que intenta contactar con Ferus para decirle que Flame es la traidora, al no poder hacerlo contacta con Toma en el asteroide.
La nave pilotada por Ferus sufre una avería en la hipervelocidad cerca de Hallitron-7, un planeta con una base militar imperial. Allí Ferus consigue un recambio para su nave no sin antes levantar las sospechas de los stormtroopers que los persiguen hasta el hangar.
Una vez fuera del planeta, Ferus descubre que tienen un dispositivo de seguimiento en la nave lo cual significa que hay un espía entre ellos. Ferus contacta con Solace y Ry-Gaul y quedan todos en una luna cercana al asteroide donde les comunica que existe un traidor. Ry-Gaul le comenta en privado que puede que el dispositivo fuera puesto al comprar las naves, lo que haría recaer las sospechas en Flame. Ferus sorprendido por esa posible revelación, y escuchando las voces del holocrón y haciendo uso del Lado Oscuro, propone amenazar de muerte a todos para que confiesen, se aparta del grupo y abre el holocrón sintiendo la impronta del Emperador. Ry-Gaul notando la presencia del Lado Oscuro trata de hacerle ver que debe volver a conectar con la Fuerza, Ferus hace caso omiso y se dirige hacia Flame acusándola de traidora, en ese momento suena el comunicador de Solace por el que Toma les cuenta que Clive y Astri han descubierto que en efecto es la traidora, tras lo cual Ferus propone asesinarla. Flame ofrece desactivar otros dispositivos localizadores a cambio de su vida, a lo que Ferus accede pensando en matarla de todas maneras, mientras los desactiva Ry-Gaul y Solace hablan con él convenciéndolo y él vuelve a sentir la Fuerza recorriéndole el cuerpo. Ferus vuelve al Templo Jedi donde cree que Darth Vader tiene planeada una alternativa.
Una vez allí descubre que Flame había transmitido sus últimas coordenadas a la base, tras borrarlas y comunicar a Solace que pueden irse al asteroide, sale hacia afuera encontrándose con Darth Vader. Se establece una terrible batalla, Ferus intenta provocar a Vader hablándole de Anakin y Padmé mientras a la vez le ataca usando el Lado Oscuro. Vader, sin mucho esfuerzo para sus estocadas y con la Fuerza lo lanza contra un muro, al chocar contra el muro Ferus tiene visiones de sus maestros Jedi y escapa de Vader destruyendo el holocrón en el núcleo central del templo, mientras lo está haciendo, aparece Vader y le dice que nadie puede escapar de él, lo aplasta contra un muro y lo deja moribundo. 
Como Ferus tardaba mucho Trever envía una señal de auxilio a la que responden Keets, Curran, Clive y Astri que acababan de aterrizar en Coruscant, y Malory. Malory le realiza los primeros auxilios, tras despertarse Ferus les cuenta que Vader va tras el asteroide y se dirigen hacia allí.
En el asteroide, sorprendentemente Toma activa un localizador que transmite una señal al Imperio diciendo que está cansado de esta vida en el asteroide, Raina intentando apagar el localizador le dispara acabando con su vida, aunque la señal de localización ya había sido enviada. Wil se pone a preparar la nave para escapar de allí pero la nave explota y él muere en el instante. Sin naves, todos se ven condenados, encuentran una cápsula de escape que deciden que sea usada por Lune.
Vader va en camino hacia el asteroide en un Destructor estelar, una vez allí, abren una compuerta para probar el arma que va a llevar la instalación que están construyendo, disparan contra el asteroide y este queda totalmente destruido acabando con la vida de todos los representantes rebeldes planetario y de Ry-Gaul, Solace, Garen, Raina, Oryon…
En ese instante Ferus observa una cápsula de salvamento que se escapaba del asteroide, tenía dos opciones, seguir a Vader y alimentar su odio, o seguir la cápsula y dejarse llevar por la Fuerza. Eligió esto último, y de esa manera abandonaba completamente el Lado Oscuro.
Tras esto se dirigió a ver a Obi-Wan quien le terminó de curar las heridas y le encargó el trabajo de ir a Alderaan y vigilar a Leia la hija adoptiva de Bail Organa.
Ferus había decidido que había que usar una última vez la droga que eliminaba recuerdos con Trever, a sus trece años había vivido ya demasiado, por lo que le hicieron olvidar el último año, y lo tomaron como hijo adoptivo, Clive y Astri, que se habían enamorado tras sus aventuras.
Por su parte, Vader y el Emperador estaban muy satisfechos por el éxito del arma probada contra el asteroide, pero el Emperador le dice a Vader que para serle completamente útil debe borrar a Anakin y Padmé de su memoria completamente y enterrarlos esos recuerdos de una vez por todas.